# Дивоптахові
Дивопта́хові, ра́йські птахи́ (Paradisaeidae) — родина лісових птахів, що належить до ряду горобцеподібних.

## Загальна характеристика
Розміром — від великої синиці до галки. Більшість видів цієї родини мешкають на Новій Гвінеї і дрібних прилеглих островах, невелика кількість видів трапляється на Молуккських островах і в північній та східній Австралії. Більшість видів дивоптахових відомі передусім завдяки яскравому й різноманітному забарвленню оперення самців. Особливо виділяється подовжене й вишукане пір'я, що простягається від дзьоба, крил, хвоста чи голови. Самки дивоптахових однотонні: бурі, коричневі, зелені. 
Пір'я райських птахів виявилося здатне до біолюмінісценції, причому у самців таким пір'ям вкрите все тіло, що ймовірно необхідно для приваблення самиць, тоді як у самиць пір'я з біолюмінісценцією присутнє тільки на деяких ділянках тіла, та має маскувальну функцію.
Деякі види райських птахів мають найчорніше пір'я у світі, яке поглинає 99, 95% світла. З'ясувалося що така особливість присутня у популяціях, де самців більше ніж самок, і висока конкуренція за увагу самиць.
Дивоптахові здебільшого населяють густі тропічні ліси. У раціоні всіх видів переважають фрукти, дещо рідше трапляються членистоногі. Статева поведінка птахів різна: від моногамії до полігамії.

## Значення

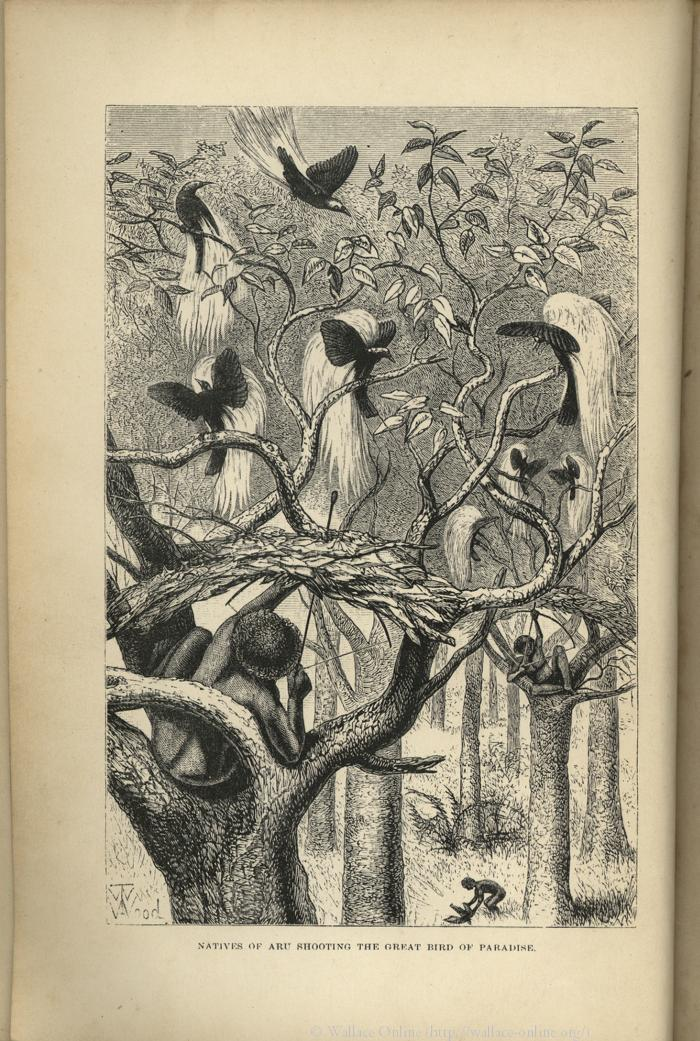
Ілюстрація до книги «Малайський архіпелаг» (Т. 2) Альфреда Рассела Воллеса, де зображено великих райських птахів, на яких полюють аборигени

Птахи мають культурне значення для жителів Нової Гвінеї. Шкурки і яскраве пір'я, торгівля якими триває вже протягом двох тисяч років, використовують для прикрашання одягу. Птахи викликали великий інтерес у колекціонерів із Західної Європи, орнітологів, а також письменників. Багатьом видам загрожує зникнення через полювання й втрату життєвого простору. Так, вид Epimachus fastuosus занесено в Червоний список МСОП як уразливий (категорія і критерій: Vulnerable C2a(i) ver 3.1). Полювання на дивоптахових заради їхнього пір'я призвело до зменшення чисельності й зникнення деяких видів.

## Розмноження й живлення
У птахів залежно від виду спостерігають і моногамію, і полігамію. Гнізда ці птахи влаштовують у кроні дерев або кущів, а деякі види — у дуплах.
Живляться насінням, плодами, комахами, рідше дрібними хребетними, деякі — нектаром.

## Поширення
Центром різноманіття дивоптахових є великий острів Нова Гвінея, який населяють всі роди, крім двох монотипних Lycocorax та Semioptera, які є ендемічними для Молукських островів, розташованих на захід від Нової Гвінеї. З дивоптахових, що належать до роду Ptiloris, два ендемічні для прибережних лісів східної Австралії, один вид мешкає і в Австралії, і в Новій Гвінеї, один — лише в Новій Гвінеї. Єдиним родом, види якого поширені поза островом Нова Гвінея, є Manucodia; одного представника цього роду виявлено на крайній півночі Квінсленду. Решта видів населяє Нову Гвінею й навколишні острови. Окремі види мають обмежений ареал: скажімо, Cicinnurus respublica мешкає лише на островах Вайгео й Батанта.
Більшість дивоптахових живуть у тропічних лісах, у тому числі вологих джунглях, болотах, хмарних лісах. Майже всі вони одинокі мешканці дерев. Кілька видів зафіксовано на прибережних мангрових деревах. Найпівденніший вид, птах роду Ptiloris з Австралії, живе в субтропічних і помірно вологих лісах. Невибагливим щодо місць проживання є рід Manucodia, особливо його представник Manucodia ater, що населяє і ліси, і відкриту лісисту місцевість.

## Систематика
У родині вчені нараховують 42 види, які поділяють на 14 родів.
Роди
- Астрапія (Astrapia) — 5 видів;
- Королівський дивоптах (Cicinnurus) — 3 види;
- Дивоптах-серподзьоб (Drepanornis) — 2 види;
- Дивоптах-шилодзьоб (Epimachus) — 2 види;
- Зеленоволий оздобник (Lophorina) — 3 види;
- Бурокрилий дивоптах (Lycocorax) — 2 види;
- Манукодія (Manucodia) — 4 види;
- Шоломник (Paradigalla) — 2 види;
- Дивоптах (Paradisaea) — 6 видів;
- Блакитний дивоптах (Paradisornis) — 1 вид;
- Паротія (Parotia) — 6 видів;
- Гриваста манукодія (Phonygammus) — 1 вид;
- Строкатий дивоптах (Pteridophora) — 1 вид;
- Оздобник (Ptiloris) — 4 види;
- Чароптах (Seleucidis) — 1 вид;
- Вимпельник (Semioptera) — 1 вид.

## Взаємини з людиною
Племена Нової Гвінеї часто використовують пір'я дивоптахових у своєму одязі та ритуалах. До того ж це пір'я в минулі сторіччя було популярне в Європі як прикраса для жіночих капелюхів. Полювання на пір'їни та руйнування життєвого простору птахів призвело до надзвичайного скорочення чисельності певних видів. Наразі руйнування життєвого простору відбувається здебільшого через вирубування лісів.
Найвідоміші види роду Paradisaea, зокрема його типовий вид — дивоптах великий (Paradisaea apoda). Цей вид був описаний зі зразків, які потрапили до Європи завдяки торговельній експедиції на початку XVI столітті. Місцеві торговці готували ці зразки, вилучаючи їхні крила й ноги, оскільки їх можна було використовувати як прикрасу. Це не було відомо дослідникам, і через брак відомостей виникало багато домислів щодо них. Людям ввижався загадковий фенікс. Часто безногий і безкрилий вигляд шкурок наводив на думку, що ці птахи ніколи не сідали на землю й постійно перебували в повітрі завдяки своєму пір'ю. Перші європейці, які натрапили на шкурки птахів, були магелланові мандрівники під час навколосвітнього плавання. Антоніо Пігафетта писав: «Люди розповідали нам, що ті птахи прийшли із земного раю, і вони називають їх „bolon diuata“, що означає „птахи Бога“». Таке походження і назви «райські птахи», і номена apoda (буквально — безногий).

## Дивоптахові в культурі

Прапор держави Папуа Нова Гвінея із зображенням райського птаха

Через свою екзотичність дивоптахові неодноразово ставали предметом уваги колекціонерів, біологів, письменників. Британський натураліст Альфред Рассел Воллес детально описує їх у книзі «Малайський архіпелаг» (англ. «The Malay Archipelago»). Ведучий-натураліст Девід Аттенборо зняв науково-популярний фільм про дивоптахових під назвою «Аттенборо в раю» (англ. «Attenborough in Paradise»). Одного з видів дивоптахових зображено на прапорі країни Папуа Нова Гвінея. Назву Райський птах має навколополярне сузір'я Південної півкулі неба (лат. Apus).

## Галерея

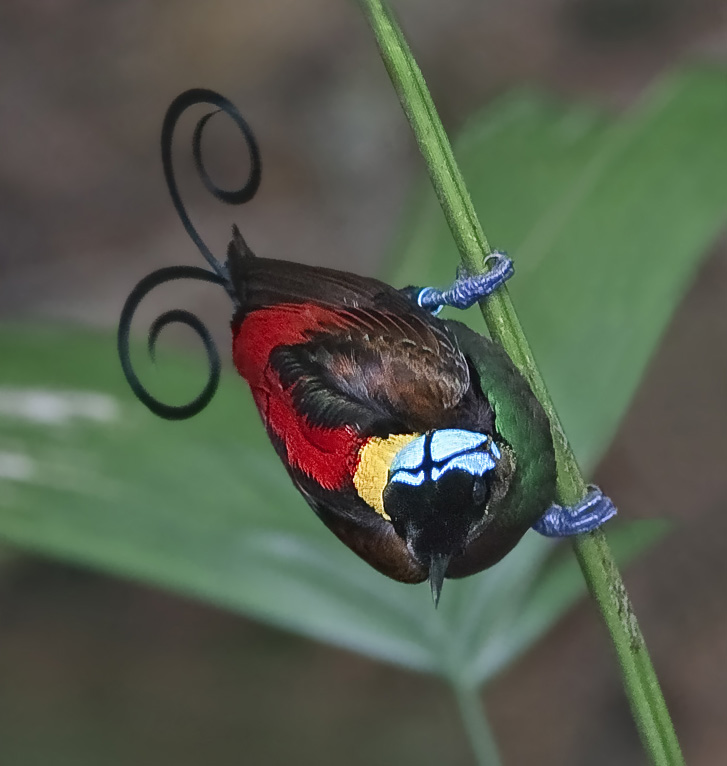
Cicinnurus respublica
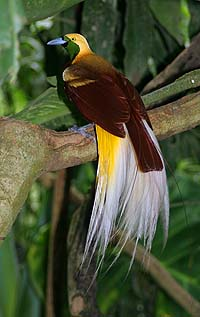
Paradisaea minor
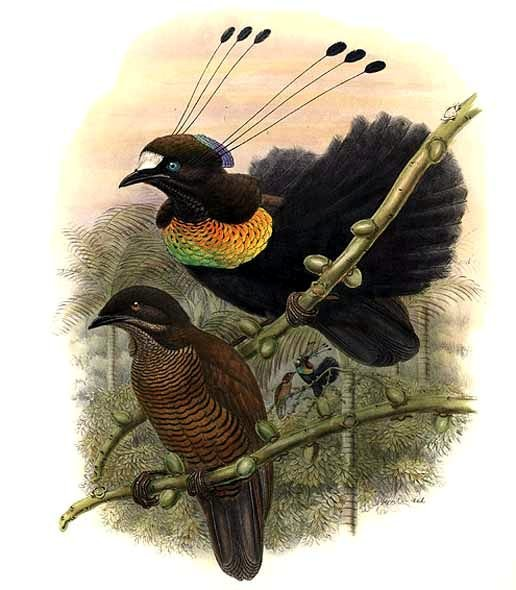
Parotia lawesii
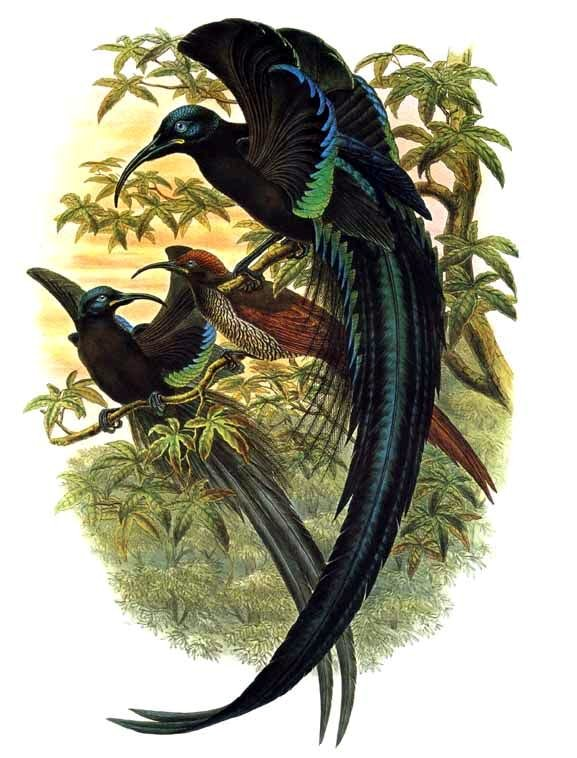
Epimachus fastuosus